# Reggenza di Sikka
La reggenza di Sikka (in indonesiano: Kabupaten Sikka) è una reggenza dell'Indonesia, situata nella provincia di Nusa Tenggara Orientale.